# Spiritpact
『Spiritpact』（スピリットパクト、中: 灵契）は、瓶子によるウェブ漫画作品。中国のウェブ漫画サイト「騰訊動漫」にて連載中。

## あらすじ
貧乏な青年楊敬華は交通事故にあった。そして再び目覚めた彼は、10歳も若く見えるみずみずしい少年となっていたのだった。生まれ変わった自分がこれからようやく人生の勝ち組に入れると思ったその時、彼の前に銀髪でお金持ちの超絶イケメンが現れた。この「陽冥司」と自称したイケメンは、「お前はもう死んでいる」と楊敬華に伝えた上、怪しく「少年よ、私と契約を結ばないか？」と彼を誘った。それから、二人は男同士の情に溢れた、お互いを支える旅に立ったのであった。

## 登場人物
声優は日本語版アニメのもの。
楊敬華 (ヨウ ケイカ)
声 - 井口祐一
本作の主人公。生前の年齢は23歳。除霊師の家系に生まれたが、普段は占い師とパソコン修理屋で生計を立てていた。不運にも事故に会い、命を落とすことになる。陽冥司である端木熙との契約により端木熙の「影霊（えいれい）」となる。霊体時は14歳の頃の姿になっている。
端木煕（タンモク キ）
声 - 武内駿輔
18歳。千年続く陽冥司の一族「端木家」の家元。陽冥司としての資質に恵まれ、16歳の頃に家元となる。強い霊力を持つ、沈着冷静の美形男子。普段は感情を表に出すタイプではないが、「影霊（えいれい）」として契約した楊敬華の前では喜怒哀楽を見せるようになっていく。
秦詩瑤（シン シヨウ）
声 - 大久保瑠美
18歳。10歳の頃、端木煕の婚約者となる。一族により決められた婚約者ではあるが、彼女は本気で端木煕に惚れている。本来のヤンチャな性格を捨て、家元である端木煕を支えるにふさわしい妻になろうと努力を続けているがあまりいい目を見ない。
司徒律（しとりつ）
声 - 豊永利行
17歳。端木家の見習い弟子でありながら、端木煕に強い敵意を持っている。
寅哲（いんてつ）
声 -杉山紀彰
端木家の裏山に棲みつく千年の妖狐。かつて陽冥司家であった端木煕の父の影霊でもある。端木煕の父との約束により、端木煕を陰ながら見守り続けている。
花羽（かう）
声 - 空見ゆき
とある山の氏神。普段は幼く見えるが、本気を出すときは大人の姿になる。頭の上に謎の草が生えて、寅哲の腹心の部下である。武器は葉っぱのような傘。

## アニメ
2016年に中国のテンセントにて配信され、女性を中心に人気を集めた。各話約15分、全20話。
日本では2017年1月7日から3月11日までTOKYO MXにて毎週土曜 21:00 - 21:30のハオライナーズ枠にて放送された。各話24分、全10話。
第2期に当たる「SPIRITPACT -黄泉の契り-」が2018年2月24日から5月12日まで放送された。全12話。

### スタッフ
- 原作 - 瓶子
- 監督 - 李豪凌
- シリーズ構成 - 琦玲子
- キャラクターデザイン - 瓶子（第1期）、権恩京（第2期）
- 撮影監督 - Jung Joo Ree（第1期）、中村慎太郎（第2期）
- 編集 - 李豪凌、董易（第2期）
- オリジナル音響監督 - RiyO（第1期）、伍婷（第2期）
- 音楽 - 輔楽音楽工作室、V-PRO Studio（第2期）
- 日本語版音響監督 - 飯塚康一（第1期）、伊藤巧（第2期）
- 日本語版音響制作・録音スタジオ - HALF H・P STUDIO
- アニメーション制作 - 韓国絵梦（第1期）、上海絵梦（第2期）
- 制作協力（第1期） - CMC MEDIA、董易、陳沢贇（2話より）
- 制作協力（第2期） - CMC MEDIA、絵梦株式会社、LEVEL ZERO（2話・4〜6話・8〜9話・12話）、MUSES（2〜3話・5話・7〜8話・11話）、白星動画（3話・5〜12話）、Huayi（4話・6話・10話）、gaonnuri（4話・6話・10話）、YEHA（4話・7話・9話・11話）、MINIRAE（6話・10話）、PRODEFY（6話・11話）、HANJIN Animation（7話）、SYNOD（10話）、TOONSOME（12話）
- 製作 - スピリットパクト製作委員会

### 主題歌
第1期オープニングテーマ「無限大」
作詞 - 零兮（中国語）、飯塚康一（日本語） / 作曲・編曲 - 銭襄、沈輯 / 歌 - 魚椒塩
日本では第5話まで中国語バージョン、第6話から日本語バージョンを使用。
第1期エンディングテーマ「AWAKE（英語版：Endless Stories）」
作詞 - 君知少爺（中国語）、金弦（英語） / 作曲・編曲 - 鄧皓銘 / 編曲・歌 - RiyO
日本では第5話まで英語バージョン、第6話から中国語バージョンを使用。
第1・2期挿入歌「好在你没離開」
作詞 - 張匯泉 / 作曲・編曲 - 錢襄、沈佶 / 歌 - Jalam
第2期オープニングテーマ「体温」
作詞 - 末吉秀太、吉田司 / 作曲 - 吉田司、奈須野新平 / 編曲 - 奈須野新平、Shuta Sueyoshi / 歌 - Shuta Sueyoshi
第2期エンディングテーマ「I'll be there」
作詞・作曲・歌 - Roys / 編曲 - koshin

### 各話リスト
全ては日本版のもの。
| 第1期    | 第1期                    | 第1期       | 第1期    | 第1期                         | 第1期                                                 | 第1期                                 | 第1期 | 第1期 | 第1期 | 第1期 |
| 話数     | サブタイトル             | 脚本        | 絵コンテ | 演出                          | 作画監督                                              | 総作画監督                            |       |       |       |       |
| -------- | ------------------------ | ----------- | -------- | ----------------------------- | ----------------------------------------------------- | ------------------------------------- | ----- | ----- | ----- | ----- |
| 第一話   | 霊との契約は突然に？     | 琦玲子      | 廖礼譲   | 熊俊傑                        | 李東益、趙瑛来、李時旼                                | N/A                                   |       |       |       |       |
| 第二話   | カレに惹かれたワケ       | 宛童        | 廖礼譲   | 鄧翔、熊俊傑                  | 容洪                                                  | 鄧翔                                  |       |       |       |       |
| 第三話   | 添い寝にご注意！         | 琦玲子 宛童 | 廖礼譲   | 李東益、金東男 金祥燁         | N/A                                                   | 趙瑛来、李時旼、金祥燁                |       |       |       |       |
| 第四話   | 君を守るためにできること | 琦玲子 宛童 | 廖礼譲   | 崔勳哲、申起澈 金祥燁         | N/A                                                   | 趙瑛来、李時旼、金祥燁 李東益、朴相圼 |       |       |       |       |
| 第五話   | いつまでもあなたとともに | 琦玲子 LULU | 廖礼譲   | N/A                           | 趙瑛来、李時旼、金祥燁、MABUS                         | N/A                                   |       |       |       |       |
| 第六話   | 優しい吐息               | 宛童        | 廖礼譲   | 金大勳                        | 李東益、金山、李玟珠、朴惠蘭                          | N/A                                   |       |       |       |       |
| 第七話   | 負けないこころ           | 宛童        | 廖礼譲   | 李聖燦、崔勳哲 金東男         | 李東益、鄭智文、李時旼 趙瑛来、申起澈、金明心         | N/A                                   |       |       |       |       |
| 第八話   | 波乱ときどき窮地         | 琦玲子      | 鄧鵬程   | 李聖燦、金大勳 林真煜、成元镕 | 李東益、鄭智文、金明心、金山 宋玟珠、朴惠蘭、金殷河   | N/A                                   |       |       |       |       |
| 第九話   | 最後の選択               | 琦玲子 宛童 | 廖礼譲   | 金大勳、林真煜                | 李東益、朴惠蘭、金山 宋玟珠、朴愛利                   | N/A                                   |       |       |       |       |
| 第十話   | ぜったい離れない､ずっと… | 琦玲子 宛童 | 廖礼譲   | 李聖燦、崔勳哲 金周錫、金二星 | 李東益、金明心、金二星                                | N/A                                   |       |       |       |       |
| 第2期    |                          |             |          |                               |                                                       |                                       |       |       |       |       |
| 話数     | サブタイトル             | 脚本        | 絵コンテ | 演出                          | 作画監督                                              | 総作画監督                            |       |       |       |       |
| 第一話   | 魂の誓い                 | 琦玲子      | 崔勳哲   | 梁真哲、金重鎬                | 呉炫児、李美英                                        | 権恩京                                |       |       |       |       |
| 第二話   | 百聞は一見に如かず       | 琦玲子      | 成百燁   | 梁真哲、李興洙 金周錫         | 李政権、黄美貞、金恵正、張永先                        | 権恩京                                |       |       |       |       |
| 第三話   | 雪ににじむ血             | 琦玲子      | 姜泰植   | 梁真哲、申起澈 李富熙         | 金恵正、張永先、呉炫児 趙瑛来、李美英、李正勲         | 権恩京                                |       |       |       |       |
| 第四話   | 誰よりも大切な人         | 琦玲子      | 崔勳哲   | 李政権、韓承熙 李相民         | 黄美貞、鄭姫真、李相民                                | 権恩京                                |       |       |       |       |
| 第五話   | 黄泉の鏡                 | 宛童        | 鄭寅     | 金周錫、金富永                | 金恵正、張永先、洪仁守、呉炫児 李美英、権鐘元、安孝貞 | 権恩京                                |       |       |       |       |
| 第六話   | 挽歌                     | 宛童        | 成百燁   | 李相民、李興洙 申起澈         | 鄭姫真、李相民、黄美貞 呉炫児、李美英、安孝貞         | 権恩京                                |       |       |       |       |
| 第七話   | 未来で待ってる           | 琦玲子      | 崔勳哲   | 金周錫、李宰遠 李東益         | 金恵正、張永先、洪仁守 李美英、権鐘元、安孝貞         | 権恩京                                |       |       |       |       |
| 第八話   | あいつの見る景色         | 宛童        | 李鐘玄   | 李政権、金祈南                | 宋賢珠、宋旻柱、金恵正、張永先                        | 権恩京                                |       |       |       |       |
| 第九話   | 彼の正体                 | 琦玲子      | 金紀杜   | 金周錫、李興洙                | 金山、張永先、全鐘民 洪仁守、黄美貞、宋旻柱           | 権恩京                                |       |       |       |       |
| 第十話   | 秘めたる思い             | 宛童        | 成百燁   | 李相民、梁真哲 金富永         | 李相民、韓世喚、権恩京、李美英                        | 権恩京                                |       |       |       |       |
| 第十一話 | 伝えたいこと             | 宛童        | 金紀杜   | 李宰遠、申起澈                | 金恵正、張永先、洪仁守 李美英、呉炫児、沈明妵         | 権恩京                                |       |       |       |       |
| 第十二話 | 僕をつなぎとめる絆       | 琦玲子      | 鄭寅     | 李興洙、李政権 梁真哲、李東益 | 黄美貞、宋旻柱、趙瑛来                                | 権恩京                                |       |       |       |       |